# Emotion (álbum de Carly Rae Jepsen)
Emotion (estilizado como E•MO•TION) é o terceiro álbum de estúdio da artista musical canadense Carly Rae Jepsen. Foi lançado em 24 de junho de 2015 no Japão e em 21 de agosto de 2015 mundialmente através da 604, School Boy e Interscope Records. Procurando fazer a transição da natureza bubblegum pop de seu segundo álbum de estúdio, Kiss (2012), Jepsen encontrou inspiração na música dos anos 1980 e em estilos alternativos. Ela alistou uma equipe de colaboradores, incluindo Sia, Mattman & Robin, Dev Hynes, Ariel Rechtshaid, Rostam Batmanglij, Greg Kurstin e Peter Svensson do The Cardigans, culminando em um projeto amplamente centrado no synth-pop.
Emotion recebeu avaliações favoráveis dos críticos musicais contemporâneos, os quais elogiaram seu escapismo pop. O álbum não obteve grande sucesso mundialmente, estreando na 16ª posição da Billboard 200 com 16.153 cópias. No entanto, no país natal de Jepsen, tornou-se seu terceiro álbum a atingir o top dez, alcançando a oitava posição no Canadá com 2.600 cópias. O álbum se saiu melhor no Japão, estreando na oitava colocação com 12.189 cópias físicas vendidas e subsequentemente recebendo o certificado de ouro da Recording Industry Association of Japan (RIAJ) pelas mais de 100.000 unidades vendidas no território. 
O álbum foi precedido pelo lançamento do seu primeiro single, "I Really Like You", que alcançou o top cinco em múltiplos territórios, incluindo Reino Unido e Japão. Foi secedido por "Run Away with Me" e "Your Type". Em divulgação ao álbum, Jepsen embarcou na Gimmie Love Tour em novembro de 2015, com uma segunda etapa começando em fevereiro de 2016. Em abril de 2016, ela também promoveu o álbum ao se apresentar como ato de abertura das datas canadenses da turnê Hello World Tour da banda Hedley.
Em vez do sucesso comercial, Emotion revigorou a carreira de Jepsen como uma "queridinha indie", conquistando-lhe ávidos seguidores. O álbum foi selecionado para o Polaris Music Prize de 2016. Em seu primeiro aniversário, Jepsen lançou Emotion: Side B (2016), um extended play (EP) que contém oito canções anteriormente descartadas do projeto original. Em outubro de 2025, Jepsen lançará uma edição comemorativa de dez anos, com seis faixas inéditas adicionais.

## Antecedentes
Após o repentino sucesso mundial de "Call Me Maybe" em 2012, Jepsen percebeu que a canção havia se tornado "[essa] coisa enorme e gigantesca que realmente ofuscou o resto do nosso projeto" e outros singles lançados de Kiss não conseguiram ganhar força. Jepsen encarou sua situação como uma oportunidade de se afastar dos holofotes e refletir sobre a direção do próximo álbum. Ela se encontrou com sua gravadora e empresário após o término da The Summer Kiss Tour, no final de 2013, e declarou: "Quero que vocês tenham fé em mim, que voltarei quando estiver pronto", e eles confiaram. Tenho muita sorte de ter uma equipe que não se preocupava em produzir em massa, mas sim em priorizar a qualidade do trabalho".
Enquanto decidia seu próximo caminho, Jepsen procurou um "desvio", que acabou se tornando um papel na Broadway. "Pensei: como seria incrível virar à esquerda, de alguma forma, e ainda assim voltar para isso? [...] mas 'virada à esquerda' — eu não sabia o que isso significava". Ela foi abordada pelos produtores de Cinderella, de Rodgers + Hammerstein, para fazer um teste para o papel principal, e recebeu a oferta formal do papel após fazer testes em Los Angeles e passar por testes em Nova York. Jepsen interpretou o papel por doze semanas, de fevereiro a junho de 2014, e durante esse período cuidou de sua própria A&R. Com a ajuda do guitarrista Tavish Crowe, Jepsen começou a entrar em contato com artistas que admirava para ver se eles estariam interessados em colaborar, incluindo Tegan and Sara, Rostam Batmanglij, do Vampire Weekend, e Shellback.
Sob pressão para igualar o sucesso de "Call Me Maybe", Jepsen gravou um álbum indie-folk durante sua temporada em Cinderella como um ato de "rebelião". Sentindo que o projeto foi desenvolvido pelos motivos errados, Jepsen acabou descartando-o: "Acho que há uma rebelião natural quando você tem sucesso em uma área para se rebelar completamente contra isso. Eu precisava tirar isso do meu sistema, eu acho. Eu fiz uma música muito estranha". O trabalho de Jepsen em Cinderella forneceu uma perspectiva valiosa em termos de ser definida por um único atributo, particularmente de sua colega de elenco Fran Drescher: "Todos ainda a chamam de 'Nanny'. Percebi que você não pode ceder à percepção que os outros têm de você. Todos serão conhecidos por alguma coisa".
"[Emotion] não tinha que ser sobre tentar provar algo. Eu sinto que se você está compondo música só para ter uma identidade diferente aos olhos do público, é meio que o motivo errado. Tem que vir de um lugar onde você ama e é apaixonado".

## Produção e desenvolvimento
Devido à sua insatisfação com o prazo limitado de dois meses de Kiss, Jepsen entrou em Emotion com a intenção de elaborar um projeto que fosse autêntico e lhe permitisse abordar diferentes caminhos. Enquanto Kiss foi desenvolvido de forma condescendente, já que Jepsen estava simplesmente grata pela oportunidade, Emotion foi estimulado por seu desejo de assumir mais controle criativo. Jepsen comentou que grande parte do álbum é sobre "tentar recuperar algum poder" depois de sair de um relacionamento e, posteriormente, se estabelecer em Nova York. Ela procurou canalizar uma "sensibilidade de coração na manga" que lembrava a música pop dos anos 1980 depois de assistir a um show de Cyndi Lauper no Japão. Esses temas foram explorados ainda mais por meio de discos "antigos" de Prince e Madonna nas corridas matinais antes dos ensaios de Cinderella: "O que eu amei foi o quão potentes algumas dessas letras [dos anos 1980] eram — quão comoventes, como as folhas de chá de todos estão bem ali em suas mangas. Na música de hoje, tudo é um pouco mais tímido, mas eu queria aquele romance e aquela fantasia, e acho que muitas pessoas da minha idade querem".

"[A música dos anos 80] era uma espécie de fuga da realidade. Há um pouco de fantasia no álbum, pois intensificamos tudo – intensificamos o amor e intensificamos o drama. [...] Eu dizia às pessoas com quem trabalhava: 'Eu quero esse sentimento, esse anseio, esse uhhhhh'. E elas diziam: 'Ok, você resmungou. Acho que entendemos".

Uma epifania veio a Jepsen após terminar "Emotion", a faixa-título do álbum, onde ela descobriu que um som pop dos anos 1980, combinado com uma produção mais "alternativa", era o que ela estava procurando. Isso moldou completamente a direção do álbum — Emotion se desenvolveu como um ponto intermediário entre o pop "puro" que ela gravou em Los Angeles e o trabalho indie-folk que foi descartado em Nova York.
Jepsen vasculhou a discografia de Dev Hynes após se apaixonar por "Losing You", de Solange, cujo nome constava nos créditos de produção. [30] Jepsen tentou colaborar, afirmando ser fã, o que Hynes hesitou em acreditar. Ele acabou sendo "conquistado" pela demonstração de Jepsen sobre sua habilidade vocal e ética de trabalho, e lhe atribuiu intenções genuínas de "[desenvolver] uma nova estética" em vez de buscar "artistas aprovados pela Pitchfork" em prol da credibilidade indie. A dupla trabalhou em um estúdio em Chelsea entre as apresentações de Jepsen em Cinderella. Hynes enviou uma demo do que se tornaria "All That", onde Jepsen escreveu a ponte e produziu os vocais ela mesma. Ariel Rechtshaid foi trazido para um trabalho adicional na canção. Em um caso semelhante, a admiração de Jepsen pelo trabalho de Sky Ferreira a levou a Rechtshaid e a dupla começou a se encontrar para cafés, planejando uma data para a sessão, já que ele estava no meio da produção com Brandon Flowers. Rechtshaid contribuiu ainda mais para Emotion auxiliando no processo de seleção de sua lista de faixas e finalizando a produção da faixa "When I Needed You".
Rostam Batmanglij era um antigo fã do trabalho de Jepsen quando a contatou no verão de 2014, depois de saber que ela estava em Los Angeles escrevendo com várias pessoas. Jepsen ficou "nas nuvens" e a dupla desenvolveu "Warm Blood" no ano seguinte, o primeiro verso gravado enquanto Jepsen estava sentada no tapete do estúdio caseiro de Batmanglij. Batmanglij anunciou a existência da faixa via Twitter em 29 de abril de 2015. Jepsen passou um mês na Suécia gravando o álbum, por sugestão de sua gravadora. Essas sessões se materializaram no primeiro single, "I Really Like You", co-escrito com Peter Svensson do The Cardigans, "Your Type" com Rami Yacoub e Carl Falk, e "Run Away with Me", produzido por Mattman & Robin, que se desenvolveu em duas viagens separadas ao país. A dupla voou para Los Angeles para uma última sessão com Jepsen, terminando "Gimmie Love" em um dia.
Antes de começar a trabalhar em Emotion, Jepsen havia esboçado várias de suas demos em seu ônibus da turnê promocional de Kiss em 2013. Destas, "Boy Problems" acabaria por finalizar sua forma com Sia e Greg Kurstin. Sia escreveu a ponte para "Boy Problems" e contribuiu com o corte externo "Making the Most of the Night", que Sia desenvolveu originalmente com as integrantes do Haim. "I Didn't Just Come Here to Dance" já existia em 2011, de acordo com letras correspondentes em um tweet escrito por Jepsen. Ela seria eventualmente apresentada a Max Martin depois que a dupla terminou de trabalhar em "Tonight I'm Getting Over You" em 2012; pretendendo encerrar a sessão à meia-noite, a gravação obrigou Martin a ficar por mais duas horas. Foi confirmado que ela havia trabalhado com Josh Ramsay, Ryan Stewart, Benny Blanco e Stargate, embora nenhum desses produtores tenha aparecido no projeto finalizado. Um total de 250 músicas foram compostas ao longo do desenvolvimento do álbum. Falando ao Herald, Jepsen afirmou que trabalhou em Emotion além do prazo e terminou pouco antes da data de lançamento no Japão em 24 de junho de 2015.

## Composição e letras

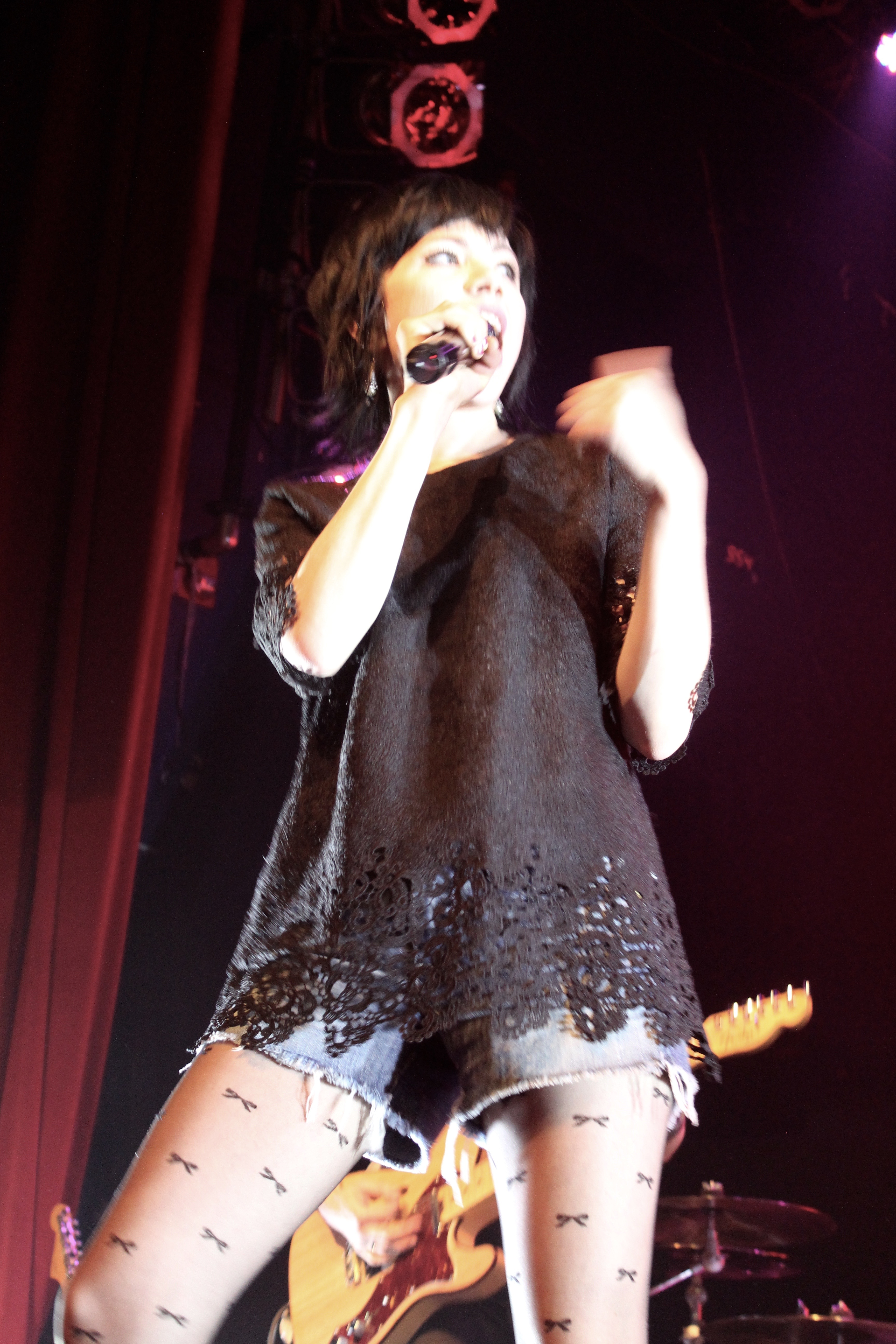
Jepsen durante a Gimmie Love Tour.

Emotion contém elementos de synth-pop e new wave. A Consequence of Sound resumiu o disco como uma "versão mais madura e sofisticada de seu [Kiss] hyperpop", com Jepsen elaborando: "Eu queria meio que borrar os limites do que [um álbum pop] precisava ser". Ela achou um desafio reaproveitar as influências dos anos 80 do álbum em um contexto moderno sem mergulhar na "nostalgia vazia", afirmando que o álbum não é estritamente uma "peça de época", mas é "matizado com tons daquela época". As letras de Emotion "sombream sua antiga ebulição com sentimentos mais sombrios e complexos", e é sonoramente fundamentada com as "texturas mais terrosas" do R&B dos anos 80 — limpando-se das performances de Cinderella durante a produção do disco. Em outro momento, Jepsen explora funk e disco em "Boy Problems" e house music em "I Didn't Just Come Here to Dance".
Jepsen destacou "All That" como a mais representativa dos objetivos que ela buscava alcançar com Emotion. Liricamente: "['All That'] ocupa um lugar especial no meu coração porque é muito reveladora: fala sobre o desejo de intimidade com alguém. E acho que com músicas como 'Call Me Maybe', que podem ser bem leves e um pouco mais superficiais, é divertido ir um pouco mais a fundo". Jepsen escreveu "Your Type" com Rami Yacoub e Carl Falk às quatro da manhã, quando estava "perdendo a cabeça": "Eles me viciaram por uma semana naqueles cigarrinhos falsos com gosto de morango. Dá para ouvir na minha voz, eu pareço toda áspera. É porque eu fiquei vaporizando por uma semana".
"Warm Blood" foi produzida por Rostam Batmanglij e co-escrita com Tino Zolfo e Joe Cruz. Inicialmente, a canção continha o refrão "Warm love feels good", que Batmanglij interpretou erroneamente como "warm blood", permanecendo como tema principal, pois ele se sentia atraído por suas conotações físicas em vez de abstratas. Jepsen explicou: "Quanto mais avançávamos, não conseguíamos nos livrar de quão melhor 'sangue' parecia e quão mais real era. É quase como aquela pele quente ou aquela sensação de intimidade". A canção é destacada por seus efeitos vocais experimentais, com Batmanglij espalhando cortes vocais distorcidos por toda parte, uma qualidade "assustadora" que a dupla apreciou imediatamente. Em outras partes, trechos de "Warm Blood" foram cantados em um tom mais baixo; Jepsen regravaria essas partes, pois chegou à sessão com "vocais improvisados", porém sua qualidade "mais esfumaçada" abandonou esses planos. Brad Nelson, do The Guardian, comparou a performance de Jepsen à "flexibilidade produzida por máquina" de Ezra Koenig na canção "Diane Young", do Vampire Weekend.
Em uma sessão com Tavish Crowe, a última canção, "When I Needed You", foi escrita para processar um término, onde Jepsen percebe os defeitos de seu relacionamento aparentemente "perfeito": "[...] mas, para permanecer nele, eu teria que ser uma pessoa bem diferente de quem eu naturalmente sou [...] e esse sacrifício não pareceu valer a pena no final". Dan Nigro e Nate Campany compuseram o instrumental "mais alegre", no qual Jepsen sentiu uma sensação de catarse ao esconder uma emoção "muito séria". Ariel Rechsthaid retrabalhou a progressão de acordes para invocar uma sensação de "desespero", acompanhando-a com uma série de notas de sino que fizeram a composição soar "um pouco mais sombria". A linha de baixo "de cinco cordas, funk-R&B" foi tocada por Ethan Farmer, e o preenchimento da bateria, "uma espécie de caixa dos anos 80 com grande reverberação", foi inspirado em "Jack & Diane" de John Mellencamp.
"When I'm Alone", uma canção escrita e co-composta por Jepsen durante as sessões de Emotion, foi eventualmente comprada pela SM Entertainment e dada ao grupo feminino sul-coreano f(x) para seu álbum 4 Walls (2015). "Cut to the Feeling" e "Runaways", ambas escritas por Jepsen durante as sessões para Emotion, foram gravadas para a trilha sonora do filme Ballerina (2016). "Wildflowers", uma canção também escrita durante as sessões de Emotion que vazou online em 2016, foi regravada por Elle Fanning para a trilha sonora do filme Teen Spirit (2018).

## Título e arte de capa
Eternal Summer era uma forte concorrente ao título do álbum, em referência a Los Angeles como um "verão eterno sob o sol", onde a perspectiva temporal se perde. Originou-se da faixa "Eternal Summer", que Jepsen desenvolveu para um trabalho indie-folk descartado; a canção também foi cortada de Emotion. Por sugestão de seu departamento de artes e repercussão, a canção "Emotion" foi adaptada como título do álbum, pois Jepsen apreciava sua força, tanto como um título de uma palavra quanto por sua complexidade como conceito. Jepsen afirmou ainda que a própria canção "Emotion" encapsulava seus sentimentos de clareza, já que seu processo de composição a conduziu na direção do "pop emocional dos anos 80". Jepsen se "convenceu" com o título Emotion depois de receber sua grafia fonética, que se reflete em sua estilização (E·MO·TION).
A arte do álbum apresenta Jepsen sentada em uma posição reservada enquanto veste um suéter technicolor e meia-calça preta: "Havia algumas fotos diferentes que tinham uma expressão facial mais definida, mas eu meio que gostei do fato de não conseguir ler totalmente o que eu estava pensando naquela foto. Poderia ser muitas coisas, e este álbum, para mim, foi uma espécie de coleção de muitas emoções diferentes". A tipografia da arte traz a entrada do dicionário de "Emoção" como substantivo.

## Lançamento e promoção
Jepsen anunciou o título do álbum em 11 de abril de 2015 e divulgou a arte da capa em 15 de abril de 2015. A lista de faixas foi revelada em 2 de junho de 2015 através da conta de Jepsen no Twitter e no Instagram. A promoção do álbum começou com uma apresentação ao vivo de "I Really Like You" no Good Morning America em 5 de março de 2015.

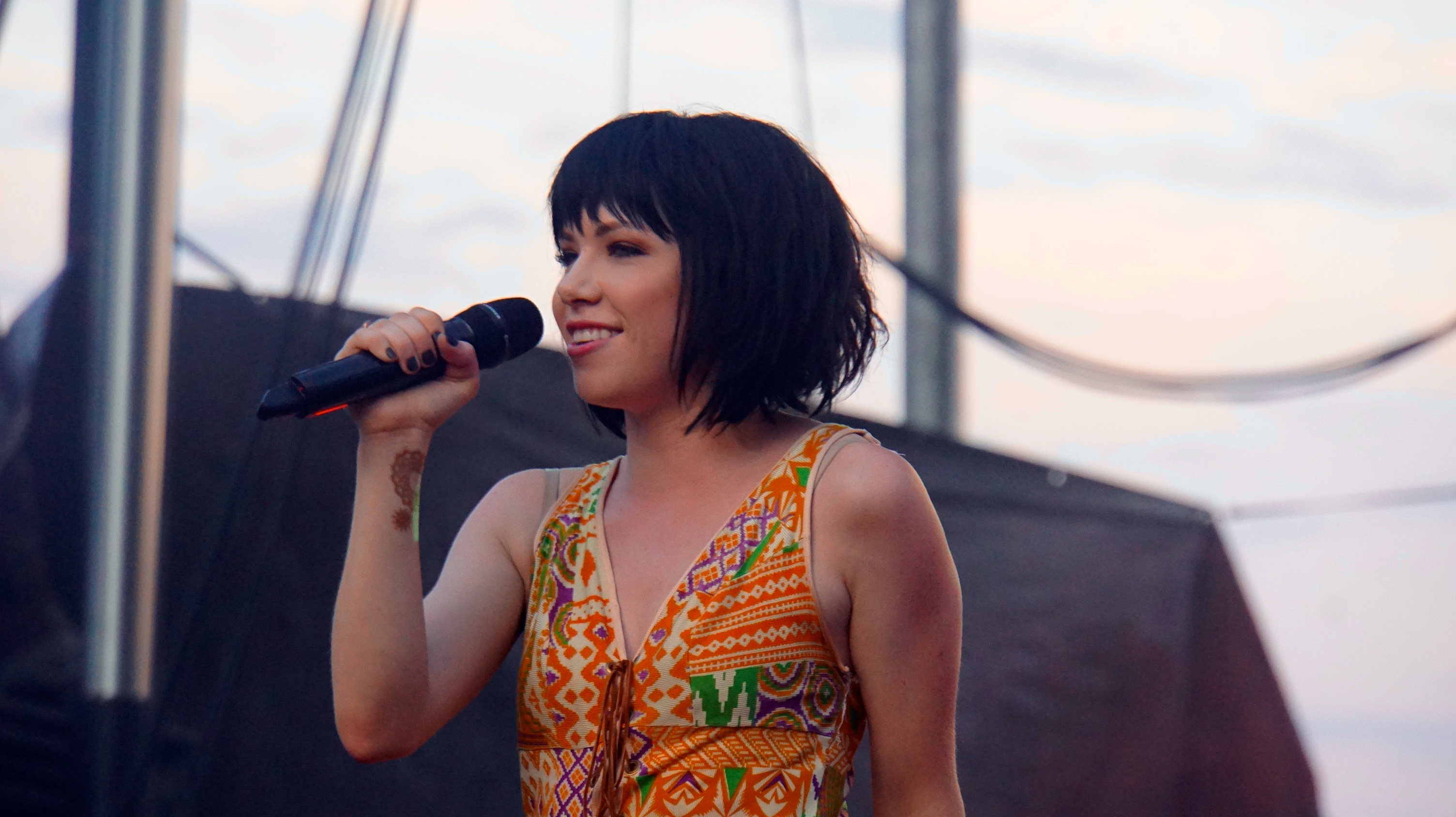
Jepsen no Capital Pride de 2015, onde ela apresentou diversas canções de Emotion.

Em 1 de maio de 2015, Jepsen cantou "Run Away with Me", "Emotion", "Your Type", "Black Heart" e "Gimmie Love" em um show em Pequim, China. A faixa-título do álbum foi lançada em 3 de junho de 2015. "Run Away with Me" e "Your Type" estrearam em uma estação de rádio espanhola antes do lançamento do álbum em 22 de junho de 2015. Em 21 de agosto, data de lançamento de Emotion nos Estados Unidos, Jepsen cantou "Run Away with Me" no programa Today. Jepsen embarcou na turnê Gimmie Love Tour em 26 de novembro de 2015, viajando da África do Sul aos Estados Unidos, além da Inglaterra e Japão. Durante sua turnê na África do Sul em outubro de 2015, ela cantou "Run Away with Me" no Idols South Africa.

### Singles
O primeiro single do álbum, "I Really Like You", foi lançado como download digital em 2 de março de 2015. A canção entrou no top 40 na Austrália, Canadá, Japão e nos Países Baixos, e alcançou a 39ª posição da Billboard Hot 100, a terceira posição na Irlanda e no Reino Unido, bem como liderou a parada musical escocesa. O videoclipe foi lançado em 6 de março de 2015, com participação de Tom Hanks e Justin Bieber. "Run Away with Me" foi lançada como o segundo single do álbum em 17 de julho de 2015. O videoclipe da canção foi lançado em 17 de julho de 2015 e dirigido pelo ex-namorado de Jepsen, David Kalani Larkins. O vídeo foi filmado em Tóquio, Nova York e Paris. A faixa estreou na Hit FM na Espanha em 22 de junho de 2015.
"Your Type" foi lançada como single promocional em 14 de agosto de 2015. Em 9 de novembro, foi relançada como o terceiro single oficial na Europa.  Um pacote oficial com remixes foi lançado em 11 de dezembro de 2015, na Europa e Oceania e em 18 de dezembro de 2015, na América do Norte. Seu videoclipe, dirigido por Gia Coppola, estreou em 3 de novembro de 2015 e segue Jepsen em uma história inspirada em Cinderela, onde sua personagem fantasia sobre se tornar uma estrela pop.

#### Singlespromocionais
"All That" foi lançado como o primeiro single promocional em 5 de abril de 2015. No dia seguinte, Jepsen cantou a faixa no Saturday Night Live.  "Emotion" foi lançada como terceiro single promocional em 24 de junho, e "Warm Blood" foi lançado como single promocional seguinte em 31 de julho. "Making the Most of the Night" foi lançada como o single promocional final em 7 de agosto de 2015. "Boy Problems" foi lançada em 8 de abril de 2016, como o último single promocional do álbum. Um videoclipe para a música estreou no mesmo dia e foi dirigido por Petra Collins e estrelado por Tavi Gevinson, Barbie Ferreira, Paloma Elsesser, entre outras.

## Recepção da crítica
Emotion recebeu avaliações positivas dos críticos musicais. No Metacritic, que atribui uma classificação normalizada de 100 às críticas de publicações tradicionais, o álbum recebeu uma pontuação média de 77, com base em 24 avaliações. O álbum foi elogiado por sua "perfeição pop" em termos de cativante, coesão e valor de produção. Sasha Geffen, do Consequence of Sound, escreveu: "Poucos artistas tomaram um sucesso logarítmico como "Call Me Maybe" como um sinal para ir ainda mais longe, para fazer algo melhor, mais humano e mais elétrico. Mas Jepsen é o tipo de cantora que prospera nas apostas que a música pop sem remorso oferece". Annie Zaleski, do The A.V. Club, disse: "Se houver justiça, Emotion a impulsionará ao estrelato — mas mesmo que não aconteça, ela pode pelo menos ficar tranquila sabendo que fez um dos discos mais interessantes e efervescentes de 2015". Peter Tabakis, do Pretty Much Amazing, afirmou que "Emotion é tão bom que cria expectativas altíssimas do nada". James Rainis, da Slant Magazine, escreveu: "Emotion é mais uma prova de que Jepsen é capaz de traduzir emoções e experiências amplamente compreendidas em vermes inabaláveis". PressPlayOK deu ao álbum quatro de cinco estrelas, dizendo que "Emotion é muito possivelmente um dos melhores álbuns do ano, evocando toda uma gama de sentimento, mas principalmente um de molhamento de fangirl absoluto".
As opiniões foram divididas sobre o conteúdo lírico do álbum, que alguns críticos consideraram imaturo ou insosso. Corban Goble, da Pitchfork, comentou: "É injusto examinar profundamente as letras de um disco pop — o objetivo é escrever de forma inteligente, mas distorcida —  mas Emotion falha em nos dizer quem Jepsen é ou quer ser". Sua "ausência de identidade" foi ainda mais comparada a seus contemporâneos por seu trabalho consciente da imagem. Enquanto Adam Downer, da cokemachineglow, opinou que a "felicidade retro-pop do álbum sem ângulo ou ego lhe confere uma qualidade revigorante e atemporal", contextualizando-o ainda mais [em] "um ano em que as estrelas pop lutam pela supremacia da marca"; Alexis Petridis, do The Guardian, afirma que o problema não é Jepsen não ter uma "persona escandalosa e chamativa" como Rihanna ou Miley Cyrus, mas que "ela não faz nada para imprimir sua identidade nas músicas [...] É um problema que todos os nomes caros nos créditos não conseguem resolver". Da mesma forma, Jon Caramanica do The New York Times analisou o trabalho pesado feito pelo elenco de colaboradores de Emotion: "Talvez as escolhas da Sra. Jepsen apenas reforcem o novo modelo pop centrista de elegância dos anos 80 [...]; mas por que cair no feitiço da frieza de outra pessoa quando você pode se deleitar com o fedor do seu próprio queijo?".
Em uma crítica mais negativa, Billy Hamilton do Under the Radar criticou a narrativa poptimista em torno de Jepsen e seu esforço percebido para apaziguar os "formadores de opinião indie", considerando-a como "o projeto de estimação de um hipsterati criativo que está determinado a provar que o pop é mais legal do que você, ou eu, jamais poderíamos imaginar", expressando ainda que "Carly Rae Jepsen e sua equipe de produção se esforçam demais para serem inteligentes". Em uma conclusão semelhante, Evan Sawdey do PopMatters escreveu que "Emotion ainda é um álbum muito agradável, se não apenas um pouco ambicioso demais, claramente se esforçando demais para fazer os mesmos momentos pop geniais que Kiss produziu com um talento natural".

## Desempenho comercial
Nos Estados Unidos, o álbum estreou na 16ª posição da Billboard 200,vendendo 16.513 cópias em sua primeira semana. Ao final de 2015, Emotion havia vendido um total de 36.000 cópias. No Canadá, o álbum estreou na oitava colocação com 2.600 cópias vendidas durante a primeira semana. No Japão, o álbum também estreou na oitava posição, com 12.189 cópias físicas vendidas durante sua primeira semana no país. Em abril de 2016, Emotion recebeu o certificado de ouro da Recording Industry Association of Japan (RIAJ), tendo vendido mais de 100.000 cópias na região, com essas cópias representam apenas as vendas físicas do álbum. O álbum entrou na tabela de álbuns britânica em 25 de setembro de 2015 na 21ª colocação com 4.150 cópias vendidas, em adição às figuras de streaming.

## Legado
Emotion é considerado um ponto de virada crítico na trajetória de carreira "improvável" de Jepsen, após sua passagem pelo Canadian Idol e a onipresença de "Call Me Maybe" para "ídolo cult". Marcada como uma peça de transição, as publicações elogiaram Jepsen por cultivar seu som, que "[a restabeleceu] como uma estrela pop para adultos". Carrie Battan, da New Yorker, afirmou que Emotion poupou Jepsen de "cair para a morte" e, em vez disso, a fez descer ao fundo, semelhante a uma artista "mindie" em ascensão, com repercussão online e "credibilidade underground" a reboque: "Jepsen, a mulher por trás de uma das maiores músicas deste século, agora se parece com alguém que ela nunca teve a oportunidade de se tornar no começo: uma queridinha do indie".
Emotion foi rotulado como um "fracasso comercial" à medida que seu ciclo promocional diminuía. James Rettig, do Stereogum, escreveu: "A preparação para Emotion funcionou como uma lição sobre o que não fazer com uma cantora pop sentada precariamente no limite entre a ubiquidade cultural e o culto de seguidores". Alguns culparam seu lançamento promocional, com um lançamento japonês chegando dois meses antes e, portanto, suscetível a vazamentos. Em outros lugares, outros se concentraram em escolhas criativas — Rettig criticou "I Really Like You" como single principal, o "erro mais prejudicial" que atrapalhou a capacidade de Jepsen de mostrar seu crescimento artístico. Jules LeFevre, do FasterLouder, observou que a decisão de Jepsen de não promover qualquer identidade arquetípica a tornou "indistinto" no "cenário pop lotado".
O álbum cresceu e se tornou um sucesso cult com Jepsen rotulada como "azarão" à medida que se espalhava pelo boca a boca. Enquanto os críticos musicais eram "compelidos pela narrativa de uma maravilha de um sucesso só tentando se reconstruir", como gracejou Battan, Caitlin White da Uproxx escreveu: "Acho que Emotion não seria tão significativo se tivéssemos que compartilhá-lo com a maquinaria de aço do capitalismo; seu fracasso comercial é parte do que o faz continuar a parecer íntimo, nosso". Emotion é conhecido por angariar para Jepsen um grande público LGBTQ+, Brandon Tensley do Pacific Standard opinando que sua música "explora uma história queer compartilhada de fuga, possibilidade e decepção", comparando-a a Kylie Minogue.
A NPR chamou Emotion de "pedra de toque moderna", pelo qual compararam os The Aces e o After Laughter (2017) do Paramore. Ao desenvolver seu EP Now That the Light Is Fading, Maggie Rogers resolveu fazer música pop após ser inspirada por Emotion. Jay Som considera Jepsen uma influência notável em seu álbum de estreia Everybody Works: "Eu me senti muito assertiva com [Everybody Works] porque também estava ouvindo sua música. Gostei de como o espírito é enérgico e jovem — e não é nada vergonhoso ser este disco pop". Um álbum de tributos foi lançado digitalmente pela Something Merry em 21 de novembro de 2018. O álbum é um cover faixa por faixa de Emotion, incluindo covers feitos por Wild Pink, Cheer Up, Future Teens, Gabe Goodman, Good Looking Friends, Kiki Maddog, Lilith, Mandancing, oldsoul, Photocomfort, Pushflowers, The Aux, The Superweaks e Tuft.

## Lista de faixas
| Emotion – Edição padrão |                                |                                                                                                 |                                                  |         |  |
| N.º                     | Título                         | Compositor(es)                                                                                  | Produtor(es)                                     | Duração |  |
| 1.                      | "Run Away with Me"             | Carly Rae Jepsen Jonnali Parmenius Mattias Larsson Robin Fredriksson Karl Schuster Oscar Holter | Mattman & Robin Shellback Tim Blacksmith Danny D | 4:11    |  |
| 2.                      | "Emotion"                      | Jepsen Nate Campany Christopher Baran Ben Romans                                                | CJ Baran Romans                                  | 3:17    |  |
| 3.                      | "I Really Like You"            | Jepsen Jacob Kasher Peter Svensson                                                              | Svensson Jeff Halatrax                           | 3:24    |  |
| 4.                      | "Gimmie Love"                  | Jepsen Larsson Fredriksson                                                                      | Mattman & Robin                                  | 3:22    |  |
| 5.                      | "All That"                     | Jepsen Ariel Rechtshaid Devonté Hynes                                                           | Rechtshaid Hynes                                 | 4:38    |  |
| 6.                      | "Boy Problems"                 | Jepsen Sia Furler Tavish Crowe Greg Kurstin                                                     | Kurstin                                          | 3:42    |  |
| 7.                      | "Making the Most of the Night" | Jepsen Furler Danielle Haim Alana Haim Este Haim Samuel Dixon Emre Ramazanoglu                  | The High Street                                  | 3:58    |  |
| 8.                      | "Your Type"                    | Jepsen Crowe Wayne Hector Rami Yacoub Carl Falk                                                 | Yacoub Falk                                      | 3:19    |  |
| 9.                      | "Let's Get Lost"               | Jepsen Baran Romans                                                                             | Baran Romans                                     | 3:13    |  |
| 10.                     | "LA Hallucinations"            | Jepsen Zachary Gray Ajay Bhattacharyya                                                          | Stint Gray                                       | 3:04    |  |
| 11.                     | "Warm Blood"                   | Jepsen Joe Cruz Tino Zolfo Rostam Batmanglij                                                    | Batmanglij                                       | 4:13    |  |
| 12.                     | "When I Needed You"            | Jepsen Rechtshaid Daniel Nigro Campany Crowe                                                    | Rechtshaid Nigro [a]                             | 3:41    |  |
| Duração total:          | Duração total:                 | Duração total:                                                                                  | Duração total:                                   | 45:30   |  |

| Emotion – Edição deluxe |                                    |                                               |                 |         |  |
| N.º                     | Título                             | Compositor(es)                                | Produtor(es)    | Duração |  |
| 13.                     | "Black Heart"                      | Jepsen Evan Bogart Greg Wells                 | Wells           | 2:59    |  |
| 14.                     | "I Didn't Just Come Here to Dance" | Jepsen Zolfo Cruz Lukas Loules Wouter Janssen | LULOU Janssen   | 3:39    |  |
| 15.                     | "Favourite Colour"                 | Jepsen Crowe Larsson Fredriksson              | Mattman & Robin | 3:29    |  |
| Duração total:          | Duração total:                     | Duração total:                                | Duração total:  | 54:06   |  |

| Emotion – Edição da Target e edição digital expandida |                         |                                   |                |         |  |
| N.º                                                   | Título                  | Compositor(es)                    | Produtor(es)   | Duração |  |
| 16.                                                   | "Never Get to Hold You" | Jepsen Campany Crowe Kyle Shearer | Shearer        | 4:13    |  |
| 17.                                                   | "Love Again"            | Jepsen Campany Crowe Baran        | Baran          | 3:35    |  |
| Duração total:                                        | Duração total:          | Duração total:                    | Duração total: | 61:54   |  |

| Emotion – Edição japonesa |                                                    |                      |                              |         |  |
| N.º                       | Título                                             | Compositor(es)       | Produtor(es)                 | Duração |  |
| 18.                       | "I Really Like You" (Liam Keegan Remix Radio Edit) | Jepsen Kash Svensson | Svensson Halatrax Keegan [b] | 3:09    |  |
| Duração total:            | Duração total:                                     | Duração total:       | Duração total:               | 65:03   |  |

| Emotion – Edição comemorativa de 10 anos |                                         |                                                      |                                                          |         |  |
| N.º                                      | Título                                  | Compositor(es)                                       | Produtor(es)                                             | Duração |  |
| 18.                                      | "Cut to the Feeling"                    | Jepsen Simon Wilcox Nolan Lambroza                   | Sir Nolan                                                | 3:28    |  |
| 19.                                      | "More"                                  | Jepsen Baran Arthur Besna                            | Baran Besna                                              | 3:24    |  |
| 20.                                      | "Guardian Angel"                        |                                                      |                                                          |         |  |
| 21.                                      | "Back of My Heart"                      |                                                      |                                                          |         |  |
| 22.                                      | "Lost in Devotion"                      |                                                      |                                                          |         |  |
| 23.                                      | "Run Away with Me" (Kyle Shearer Remix) | Jepsen Parmenius Larsson Fredriksson Schuster Holter | Mattman & Robin Shellback Blacksmith Danny D Shearer [b] |         |  |
| 24.                                      | "Run Away with Me" (Rostam Remix)       | Jepsen Parmenius Larsson Fredriksson Schuster Holter | Mattman & Robin Shellback Blacksmith Danny D Rostam [b]  |         |  |
| Duração total:                           | Duração total:                          | Duração total:                                       | Duração total:                                           | TBA     |  |

## Pessoal
- A&R — Scoot "Scooter" Braun, John Ehmann, David Gray, Evan Lamberg, Katherine Neis, Olivia Zaro
- Mixagem – Rich Costey, Serban Ghenea, Mitch McCarthy, Erik Madrid, Robert Orton, Manny Marroquin
- Masterização — Gene Grimaldi, Robert Vosgien, Tom Coyne

## Desempenho nas tabelas musicais

### Posições
| Tabela musical (2015)               | Melhor posição |
| ----------------------------------- | -------------- |
| Alemanha (Media Control)            | 73             |
| Austrália (ARIA)                    | 37             |
| Bélgica (Ultratop 50 Flandres)      | 59             |
| Bélgica (Ultratop 40 Valônia)       | 54             |
| Canadá (Billboard)                  | 8              |
| Espanha (PROMUSICAE)                | 45             |
| Estados Unidos (Billboard 200)      | 16             |
| Irlanda (IRMA)                      | 29             |
| Japão (Oricon)                      | 8              |
| Nova Zelândia (Recorded Music NZ)   | 35             |
| Países Baixos (MegaCharts)          | 68             |
| Reino Unido (Official Albums Chart) | 21             |
| Suíça (Schweizer Hitparade)         | 93             |

## Histórico de lançamento
| Região         | Data                   | Formato        | Edição               | Gravadora  | Ref.            |
| -------------- | ---------------------- | -------------- | -------------------- | ---------- | --------------- |
| Japão          | 24 de junho de 2015    | Padrão, deluxe | CD, download digital | Interscope | [ 4 ]           |
| Austrália      | 21 de agosto de 2015   | Padrão, deluxe | CD, download digital | Interscope | [ 136 ] [ 137 ] |
| Estados Unidos | 21 de agosto de 2015   | Padrão, deluxe | CD, download digital | Interscope | [ 138 ]         |
| União Europeia | 25 de setembro de 2015 | Padrão, deluxe | CD, download digital | Interscope | [ 139 ] [ 140 ] |